# Mo Bamba
Mohamed "Mo" Karlakwan Damala Bamba (Harlem, 12 de maio de 1998) é um jogador americano-marfinense de basquete profissional que atualmente joga pelo Los Angeles Clippers da National Basketball Association (NBA).
Ele jogou basquete universitário na Universidade do Texas em Austin e foi selecionado pelo Orlando Magic como a 6ª escolha geral no draft da NBA de 2018.

## Início da vida
Filho de Lancine Bamba e Aminata Johnson, imigrantes da Costa do Marfim, Mo nasceu em 12 de maio de 1998 em Nova Iorque. Os avós de Bamba nasceram e cresceram no Mali. 
Seu irmão mais velho, Sidiki Johnson, jogou basquete universitário em Arizona, Providence e Wabash Valley. Outro membro de sua família, o irmão Ibrahim Johnson, também jogou basquete universitário em várias universidades.
Bamba se interessou pelo basquete aos seis anos de idade, inspirado pela popularidade do jogo em sua cidade natal.

## Carreira no ensino médio
Na oitava e nona série, Bamba frequentou a Cardigan Mountain School, um internato de meninos em Canaan, New Hampshire.
Depois de se formar em Cardigan, Bamba foi para a Westtown School em Westtown, Pensilvânia. Ele teve médias de 14 pontos, 11 rebotes e seis bloqueios. Ele jogou no McDonald's All American Game e no Nike Hoop Summit de 2017.
Bamba foi classificado como um recruta de cinco estrelas e foi classificado entre os melhores recrutas de sua classe. Ele escolheu jogar pela Universidade do Texas em Austin. Antes de jogar um único jogo pelo Texas, seu meio-irmão Ibrahim Johnson postou um vídeo de 22 minutos no Facebook, falando sobre como havia alguns benefícios ilegais de um investidor com sede em Michigan envolvido durante a tomada de decisões e que ele estava relatando a informação para a NCAA. No entanto, a NCAA informou que nada envolvido lá afetaria a elegibilidade de Bamba para sua temporada de calouro.
| Nome | Cidade Natal                                  | Escola          | Altura             | Peso           | Data               |
| --- | --------------------------------------------- | --------------- | ------------------ | -------------- | ------------------ |
| Mo Bamba C | Harlem, N.Y.                                  | Westtown School | 7 ft 1 in (2.16 m) | 216 lb (98 kg) | 18 de Maio de 2017 |
| Mo Bamba C | Recrutamento: Scout: Rivais: 247Sports: ESPN: |                 |                    |                |                    |
| - Nota: Em muitos casos, Scout, Rivals, 247Sports e ESPN podem entrar em conflito em suas listas de altura e peso, nestes casos, a média foi obtida. - Fonte: |                                               |                 |                    |                |                    |

## Carreira universitária

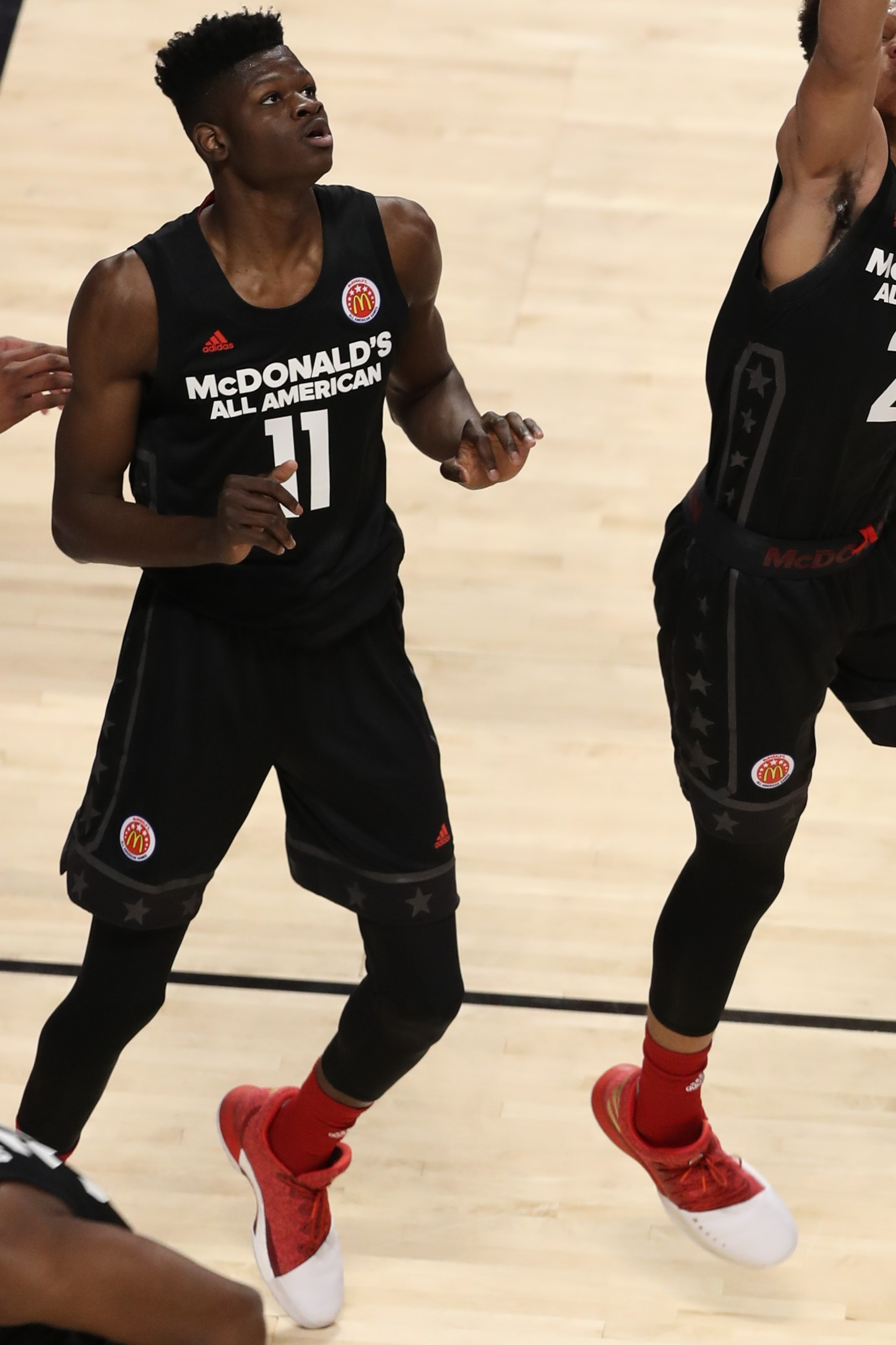
Bamba no McDonald's All-American Boys Game de 2017

Bamba fez sua estreia oficial na Universidade do Texas em Austin em 10 de novembro de 2017 contra Northwestern State e registrou 15 pontos e 8 rebotes. Oito dias depois, ele teve 13 pontos, 10 rebotes e 5 bloqueios em uma vitória contra Lipscomb. Em 30 de dezembro, Bamba registrou 22 pontos, 15 rebotes e 8 bloqueios na derrota para o Kansas. No Dia de Ano Novo de 2018, ele registrou 10 pontos e 16 rebotes na vitória por 74-70 sobre Iowa State. 
Em 27 de janeiro de 2018, Bamba registrou 25 pontos e 15 rebotes em uma vitória por 85-72 sobre Ole Miss. Em 17 de fevereiro, ele teve 10 pontos e 18 rebotes na vitória por 77-66 sobre Oklahoma. 
No final da temporada regular, Bamba foi nomeado para a Equipe de Novatos, para a Equipe Defensiva e para a Segunda-Equipe da Big 12. Ele teve médias de 12,9 pontos, 10,5 rebotes e 0,5 assistências.
Após a derrota do Texas no Torneio da NCAA de 2018 para Nevada, Bamba anunciou sua intenção de abandonar suas últimas três temporadas de elegibilidade universitária e se declarar para o draft da NBA de 2018.

## Carreira profissional
No Combine do draft de 2018, Bamba mediu cerca de 2,16 m de altura e tinha uma envergadura de 2,39 m, quebrando o recorde que antes era ocupado por Edy Tavares. Bamba se recusou a treinar com o Memphis Grizzlies antes do draft e disse-lhes para não seleciona-lo.

### Orlando Magic (2018–2023)
Em 21 de junho de 2018, Bamba foi selecionado pelo Orlando Magic como a sexta escolha geral no draft da NBA de 2018. Em 3 de julho de 2018, Bamba assinou oficialmente um contrato de 4 anos e US$24.1 milhões com o Magic.
Ele fez sua estreia como profissional em 17 de outubro de 2018 e registrou 13 pontos, 7 rebotes e 2 bloqueios na vitória por 104-101 sobre o Miami Heat. Em 3 de maio de 2021, Bamba registrou 22 pontos e 15 rebotes em 29 minutos de uma vitória por 119-112 sobre o Detroit Pistons. Em 29 de outubro de 2021, Bamba teve 14 pontos e 18 rebotes durante uma derrota por 110-109 para o Toronto Raptors. Em 19 de janeiro de 2022, ele marcou 32 pontos em uma derrota por 123-110 para o Philadelphia 76ers.
Em 1º de julho de 2022, Bamba renovou com o Magic em um contrato de dois anos e US$20.6 milhões. Em 29 de dezembro, ele foi suspenso pela NBA por um jogo devido a sua participação em uma briga durante uma partida contra o Detroit Pistons no dia anterior. Em 4 de fevereiro de 2023, Bamba foi suspenso pela NBA por quatro jogos devido ao seu papel em uma briga durante uma partida contra o Minnesota Timberwolves no dia anterior. Durante a briga, Bamba saiu da área do banco do Magic e desferiu socos no jogador do Timberwolves, Austin Rivers.

### Los Angeles Lakers (2023)
Em 9 de fevereiro de 2023, Bamba foi negociado com o Los Angeles Lakers em uma troca envolvendo quatro equipes, que incluía o Los Angeles Clippers e o Denver Nuggets.
Em 5 de março, durante uma vitória por 113-105 sobre o Golden State Warriors, ele jogou dois minutos antes de sofrer uma lesão no tornozelo esquerdo e deixar a partida. Quatro dias depois, os Lakers anunciaram que Bamba havia sido diagnosticado com uma entorse grave no tornozelo esquerdo e ficaria afastado por pelo menos quatro semanas. Ele voltou à ação em 7 de abril, jogando como reserva em uma partida contra o Phoenix Suns.
Em 29 de junho de 2023, Bamba foi dispensado pelos Lakers.

### Philadelphia 76ers (2023–2024)
Em 9 de julho de 2023, Bamba assinou um contrato de 1 ano e US$2.3 milhões com o Philadelphia 76ers. Joel Embiid insistiu para que Bamba se juntasse à sua equipe.

### Los Angeles Clippers (2024–Presente)
Em 6 de julho de 2024, Bamba assinou um contrato de um ano e US$ 2.6 milhões com o Los Angeles Clippers.

## Carreira na seleção
Por causa de sua herança marfinense, Bamba era elegível para jogar pela Seleção Marfinense. Ele estava na lista preliminar para a Copa do Mundo de 2023. Bamba também foi selecionado para estar na lista do Torneio de Qualificação Olímpica para as Olimpíadas de Verão de 2024. No entanto, ele não fez sua estreia.

## Estatísticas da carreira

### NBA

#### Temporada regular
| Ano      | Equipe       | PJ  | PT | MPJ  | AP   | 3P   | LL   | RT  | AS  | BR | TO  | PPJ  |
| -------- | ------------ | --- | -- | ---- | ---- | ---- | ---- | --- | --- | -- | --- | ---- |
| 2018-19  | Orlando      | 47  | 1  | 16.3 | .481 | .300 | .587 | 5.0 | .8  | .3 | 1.4 | 6.2  |
| 2019-20  | Orlando      | 62  | 0  | 14.2 | .462 | .346 | .674 | 4.9 | .7  | .4 | 1.4 | 5.4  |
| 2020-21  | Orlando      | 46  | 5  | 15.8 | .472 | .322 | .682 | 5.8 | .8  | .3 | 1.3 | 8.0  |
| 2021-22  | Orlando      | 71  | 69 | 25.7 | .480 | .381 | .781 | 8.1 | 1.2 | .5 | 1.7 | 10.6 |
| 2022-23  | Orlando      | 40  | 6  | 17.0 | .495 | .398 | .686 | 4.6 | 1.1 | .3 | 1.0 | 7.3  |
| 2022-23  | L.A. Lakers  | 9   | 1  | 9.8  | .407 | .313 | .545 | 4.6 | .4  | .1 | .6  | 3.7  |
| 2023–24  | Philadelphia | 57  | 17 | 13.0 | .490 | .391 | .680 | 4.2 | .7  | .4 | 1.1 | 4.4  |
| Carreira | Carreira     | 332 | 99 | 15.9 | .469 | .350 | .662 | 5.3 | .8  | .3 | 1.2 | 6.5  |

#### Playoffs
| Ano  | Equipe      | PJ | PT | MPJ | AP   | 3P   | LL | RT  | AS | BR | TO | PPJ |
| ---- | ----------- | -- | -- | --- | ---- | ---- | -- | --- | -- | -- | -- | --- |
| 2023 | L.A. Lakers | 3  | 0  | 3.4 | .000 | .000 | —  | 1.0 | .3 | .0 | .3 | .0  |

### Universitário
| Ano     | Equipe          | PJ | PT | MPJ  | AP   | 3P   | LL   | RT   | AS  | BR  | TO  | PPJ  |
| ------- | --------------- | -- | -- | ---- | ---- | ---- | ---- | ---- | --- | --- | --- | ---- |
| 2017–18 | Texas Longhorns | 29 | 28 | 30.2 | .603 | .280 | .678 | 10.4 | 0.5 | 0.8 | 3.7 | 12.9 |

Fonte:

## Vida pessoal
Durante seu tempo crescendo no Harlem, ele era amigo do rapper Sheck Wes. Seu relacionamento acabaria influenciando uma canção dele intitulada "Mo Bamba". Em outubro de 2020, o irmão de Bamba, Ibrahim Johnson, foi assassinado.